# U-593
El submarí alemany U-593 va ser un submarí tipus VIIC construït per a la Kriegsmarine de l'Alemanya nazi per al servei durant la Segona Guerra Mundial. Se li va posar la quilla el 17 de desembre de 1940 a Blohm & Voss a Hamburg amb número de drassana 569, avarat el 3 de setembre de 1941 i entrà en servei el 23 d'octubre sota el comandament del Kapitänleutnant Gerd Kelbling.
El servei del vaixell va començar el 23 d'octubre de 1941 amb entrenament com a part de la 8a Flotilla de submarins. Va ser transferit a la 7a flotilla l'1 de març de 1942 i va passar a la 29a l'1 de novembre.

## Disseny
Els submarins alemanys de tipus VIIC van ser precedits pels submarins de tipus VIIB més curts. L'U-593 tenia un desplaçament de 769 tones (757 tones llargues) quan estava a la superfície i de 871 tones (857 tones llargues) mentre estava submergit. Tenia una longitud total de 67,10 m (220 peus 2 polzades), una longitud del casc a pressió de 50,50 m (165 peus 8 polzades), una mànega de 6,20 m (20 peus 4 polzades), una alçada de 9,60 m (31 peus 6 polzades) i un calat de 4,74 m (15 peus 7 polzades). El submarí estava propulsat per dos motors dièsel sobrealimentats de sis cilindres i quatre temps Germaniawerft F46, produint un total de 2.800 a 3.200 cavalls de potència (2.060 a 2.350 kW; 2.760 a 3.160 shp) per al seu ús a la superfície, dos motors elèctrics de doble efecte GG UB 720/8 Brown, Boveri & Cie que produïen un total de 750 cavalls de potència (75500 kW); shp) per utilitzar-lo submergit. Tenia dos eixos i dues hèlixs d'1,23 m (4 peus). El vaixell era capaç d'operar a profunditats de fins a 230 metres (750 peus).
El submarí tenia una velocitat màxima en superfície de 17,7 nusos (32,8 km/h; 20,4 mph) i una velocitat màxima submergida de 7,6 nusos (14,1 km/h; 8,7 mph). Quan estava submergit, el vaixell podia operar durant 80 milles nàutiques (150 km; 92 milles) a 4 nusos (7,4 km/h; 4,6 mph); mentre que a la superfície podia viatjar 8.500 milles nàutiques (15.700 km; 9.800 milles) a 10 nusos (19 km/h; 12 mph).
L'U-593 estava equipat amb cinc tubs de torpedes de 53,3 cm (21 polzades) (quatre muntats a la proa i un a la popa), catorze torpedes, un canó naval SK C/35 de 8,8cm (3,46 polzades), 220 projectils i un canó antiaeri C/30 de 2 cm (0,79 polzades). El vaixell tenia una tripulació de d'entre 44 i 60 oficials i mariners.

## Historial de servei
L'U-593 va fer 16 patrulles entre març de 1942 i desembre de 1943, i va enfonsar 13 vaixells, per un total de 38.290 TRB i 2.954 tones. Va fer tres patrulles a l'Atlàntic des de la seva base a Alemanya i des de St Nazaire a la França ocupada, i va enfonsar tres vaixells. Es va enfrontar breument amb les forces britàniques en el seu camí cap a la incursió de St Nazaire el març de 1942. A l'octubre l'U-593 es va traslladar al Mediterrani i des de diverses bases va fer 13 patrulles més, enfonsant 8 vaixells mercants i 4 vaixells de guerra, abans de ser enfonsat el desembre de 1943.

### Llopades
A més, va participar en tres llopades, a saber:
- Steinbrinck (3-11 d'agost de 1942)
- Lohs (11-17 d'agost de 1942)
- Tümmler (3-11 d'octubre de 1942)

### Destí
L'U-593 va sortir de Toló l'1 de desembre de 1943 per a la seva 16a patrulla de guerra. El 12 de desembre va interceptar el comboi KMS 34, sortint de Gibraltar, davant de la costa d'Algèria. En fer un atac va colpejar el destructor d'escorta Tynedale, però va ser perseguit per altres escortes que es van dedicar a una operació de pantà. Durant la caça de 32 hores, l'U-593 va torpedinar l'Holcombe, un dels seus perseguidors, però va ser capturat pels destructors Wainwright i Calpe a la vora de Bougie, Algèria. A la tarda del 13 de desembre va ser forçat a sortir a la superfície amb càrregues de profunditat i abandonat. Tota la seva tripulació va escapar i va ser recollida pels vaixells aliats

## Historial d'atacs
| Data                   | Nom                | Nationalitat             | Tonatge (GRT) | Destí      |
| ---------------------- | ------------------ | ------------------------ | ------------- | ---------- |
| 14 de maig de 1942     | Stavros            | Grècia                   | 4,853         | Danyat     |
| 25 de maig de 1942     | Persephone         | Panama                   | 8,426         | Total loss |
| 5 d'agost de 1942      | Spar               | Països Baixos            | 3,616         | Enfonsat   |
| 12 de novembre de 1942 | Browning           | Regne Unit               | 5,332         | Enfonsat   |
| 18 de març de 1943     | Dafila             | Regne Unit               | 1,940         | Enfonsat   |
| 18 de març de 1943     | Kaying             | Regne Unit               | 2,626         | Enfonsat   |
| 27 de març de 1943     | City of Guildford  | Regne Unit               | 5,157         | Enfonsat   |
| 11 d'abril de 1943     | Runo               | Regne Unit               | 1,858         | Enfonsat   |
| 22 de juny de 1943     | USS LST-333        | Marina dels Estats Units | 1,625         | Total loss |
| 22 de juny de 1943     | USS LST-387        | Marina dels Estats Units | 1,625         | Danyat     |
| 5 de juliol de 1943    | Devis              | Regne Unit               | 6,054         | Enfonsat   |
| 5 de juliol de 1943    | HMS LCM-1123       | Royal Navy               | 52            | Enfonsat   |
| 5 de juliol de 1943    | HMS LCM-1129       | Royal Navy               | 52            | Danyat     |
| 21 de setembre de 1943 | William W. Gerhard | Estats Units             | 7,176         | Enfonsat   |
| 7 de setembre de 1943  | USS Skill          | Marina dels Estats Units | 815           | Enfonsat   |
| 3 de novembre de 1943  | Mont Viso          | França Lliure            | 4,531         | Enfonsat   |
| 12 December 1943       | HMS Tynedale       | Royal Navy               | 1,000         | Enfonsat   |
| 12 December 1943       | HMS Holcombe       | Royal Navy               | 1,087         | Enfonsat   |